# La Guardia (banda de México)
El grupo La Guardia es originario de Tamaulipas, México. Su género musical es el texano.
El grupo nace en el año 2004. Empieza con una producción independiente grabada en Monterrey, Nuevo León en el estudio ELEVATION STUDIOS, empezando a trabajar primeramente en el estado de Tamaulipas, México. Más tarde en el año 2005 , la disquera  DISCOS MUSART se interesa en el grupo, sacando una segunda producción homóloga en el año 2006, de la cual se desprendería el tema "Quisiera que Supieras" sonando muy fuerte a nivel nacional en cadenas de Televisión como Bandamax de Grupo Televisa y Teleritmo de Grupo Multimedios, así como en diversas cadenas de Radio en todo México. Se empieza a trabajar en todo México.
En el 2010  el grupo regresa con una tercera producción titulada "Siempre Juntos" bajo el sello de AVA RECORDS, de la cual se desprende el sencillo "Si Sabía" estrenado a nivel nacional el 13 de febrero de 2010 en Bandamax. En esta nueva producción el grupo ha crecido tanto musicalmente como en integrantes: ahora el sonido del género texano es más notable con la inclusión de los teclados, así como con una imagen más fresca y personal de cada uno de sus integrantes.

## Integrantes

### Integrantes actuales
- Sandro A. Bribiesca: Primera Voz
- Daniel "Danny" García: Bajo Sexto y Segunda Voz
- Joaquin Maldonado: Dueño y bajo eléctrico
- Iván Daniel Cruz Núñez: Teclados y coros
- Guadalupe Sanchez: Acordeón
- Servando Ruíz: Percusiones
- Jay D. López: Batería

## Discografía
(2006) La Guardia - Discos Musart 
- 1. Quisiera que supieras
- 2. No te puedo enseñar
- 3. Dolor
- 4. No te enamores así
- 5. Tonto corazón
- 6. Recuerda los besos
- 7. Ya es muy tarde
- 8. No puedo vivir sin ti
- 9. Juro Olvidarte
- 10. Ahora tengo que decirle
- 11. Amor por dinero
- 12. Regresa a mi

(2010) Siempre Juntos - Ava Records
- 1. Si sabía
- 2. Florero de bolitas
- 3. Ahora me dices
- 4. Ella y tu
- 5. Quisiera volar
- 6. La licuadora
- 7. Nuestra Decisión
- 8. Karola
- 9. Dos Monedas
- 10. Muriendo poco a poco